# 松崎武吏
松崎 武吏（まつざき たけし、1971年 - ）は、『ガンガンONLINE』編集長。『月刊少年ガンガン』元編集長。
最初に編集作業に関わりだしたのは、1994年にアルバイトでドラゴンクエスト4コママンガ劇場の作品選考をしたこととされる。当時は丁度『魔法陣グルグル』が初めてアニメ化し放映されていた。
編集者としては日本神話をモチーフにしたモンスター漫画『スサノオ』（増田晴彦著）を担当し、雑誌掲載時に奇抜な煽り（例：「世界最強神話昇天」と書いて「ごあいどくありがとう」と読ませる等）を載せて物議を醸す。松崎体制の『ガンガン』は、当初こそ「エニックス系」と呼ばれる初期『月刊コミックブレイド』に連なる系統の漫画を残していたが、『円盤皇女ワるきゅーレ』や『ながされて藍蘭島』といった美少女漫画や、『マテリアル・パズル』や『女王騎士物語』といった少年誌的なファンタジー漫画を増強し、『王様の耳はオコノミミ』『新体操舞技』などの『ガンガン』にとって馴染みのないジャンルにも挑戦した。インタビューは「目標はメジャーな少年漫画誌です」と明言したことがあり、おおむね誌面をより少年向けの内容へ戻そうとする傾向にある。一方で『ひぐらしのなく頃に 暇潰し編』や『精霊の守り人』、『とある魔術の禁書目録』など、社外作品とのタイアップが多いことも特徴である。

## 人物
- 1994年入社。1998年に『ガンガン』デスクを経て、[要出典]2001年9月より編集者を務める[1]。飯田義弘の降板から松崎の就任までは、臨時に発行人の田口浩司が兼任していた。
- 担当作品は『スサノオ』の他に『刻の大地』（夜麻みゆき）、『TWIN SIGNAL（ツインシグナル）』（大清水さち）、『ドラゴンクエスト ヴァーチャルバトラー仁』（御茶まちこ、月刊少年ギャグ王）、『ドラゴンクエスト 天空物語』（幸宮チノ、月刊少年ギャグ王他）、『YAT安心!宇宙旅行』（川本祐太郎、月刊少年ギャグ王）、『ドラゴンクエストモンスターズ+』（吉崎観音）、『666〜サタン〜』（岸本聖史）、『私の救世主さま』（水無月すう）、『ブレイド三国志』（原案・構成：真壁太陽、作画：壱河柳乃助）などがある[要出典]。
- 就任当初は日焼け肌に金髪、アロハシャツというおよそ編集者らしからぬ風貌で読者コーナーや取材漫画に登場し、変集長という愛称でも呼ばれた[要出典]。『私の救世主さま』でも松崎をからかう内容の外伝がある。